# عراق العجم

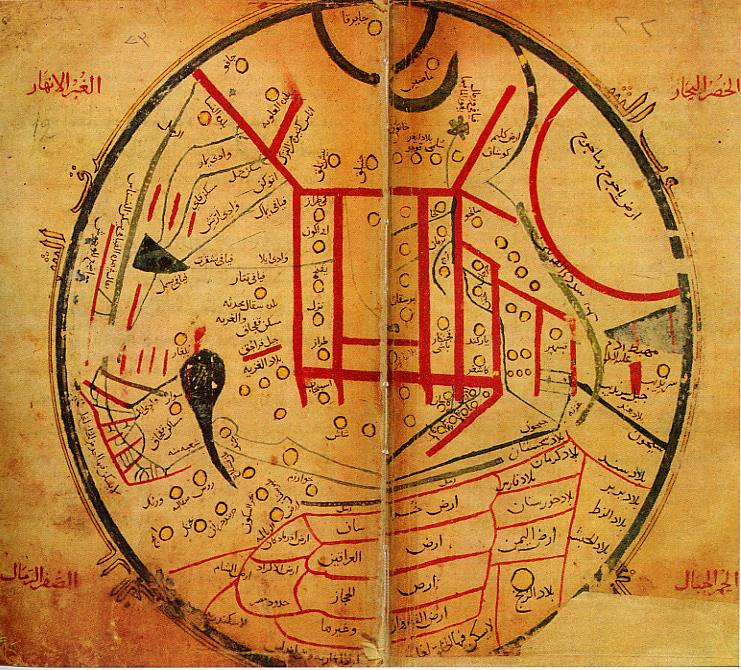
خارطة لمحمود الكاشغري يظهر فيها اسم أرض العراقين شرق أرض خراسان

عراق العجم منطقة جغرافية تشمل الأراضي الواقعة شرق عراق العرب بما في ذلك مدن مثل أصفهان والري وقزوين وكرمنشاه وتعرف هذه المنطقة أيضا باسم إقليم الجبال تتضمن هذه المنطقة المناطق الجبلية الكردية والفارسية والآذرية.
خلال تلك الفترة ما بين القرنين الحادي عشر والسادس عشر ميلادي كان يطلق على المنطقتين عراق العرب (المنطقة السهلية على حوض نهري دجلة والفرات) وعراق العجم (المنطقة الجبلية) تسمية أرض العراقين ويفصل بين المنطقتين سلسلة جبال زاجروس.